# Mo Mường
Mo Mường là các nghi lễ dân gian có tính linh thiêng được sử dụng ở một số nghi lễ như cầu mạnh khỏe, mừng lúa mới và đặc biệt là tang lễ của người Mường. Mục đích của Mo Mường nhằm giải quyết các thủ tục, nghi lễ có tính chất trấn an tinh thần, cầu mạnh khỏe cho con người. Mo Mường còn được coi là một loại nghề nghiệp, một loại hình di sản văn hóa có tính nguyên hợp, là hoạt động tín ngưỡng, văn hóa dân gian chỉ thực hiện trong tang lễ và một số nghi lễ tín ngưỡng, nghi lễ vòng đời của người Mường. Mục đích nhằm cầu mạnh khỏe, trấn an con người trước các biến động lớn khi đau ốm, chết người và thực hiện các nghi lễ trong tang lễ trước khi đưa người chết đi mai táng. Hiện mo Mường đã được lập hồ sơ để trình UNESCO công nhận là Di sản văn hóa thế giới vào năm 2024-2025.
Mo Mường bao gồm 3 lĩnh vực chính cấu thành: Lời Mo, môi trường diễn xướng và con người thực hành diễn xướng mo, tức là nghệ nhân mo. Trong đó, lời mo gắn liền với nghệ nhân mo chiếm vị trí quan trọng nhất.
- Lời mo nói chính xác hơn chính là các bài văn khấn, văn vần dân gian: Được người Mường gọi là các bài mo, cát mo, roóng mo... Theo cách phân chia ngày nay nó tương ứng với các chương, hồi... Mỗi một cát mo, roóng mo thông thường được sử dung trong một nghi lễ cụ thể, có chức năng và nội dung khác nhau.
- Môi trường diễn xướng: Tang lễ và các nghi lễ tín ngưỡng, lễ hội liên quan.
- Nghệ nhân mo: Là người nắm giữ các bài mo, có nổ, có các đồ tế khí: túi khót, gươm, giáo... Phục trang: các loại mũ, áo quần...

Mo Mường phân bố ở 7 tỉnh thành có người Mường sinh sống tại Việt Nam là: Hòa Bình, Ninh Bình, Sơn La, Phú Thọ, Hà Nội, Thanh Hóa, Đắk Lắk.